# Felipe Navarrete
Felipe Navarrete Moreno (1831 - 1908), fue un militar y político imperialista mexicano nacido y fallecido en Mérida, Yucatán. Fue el gobernador de Yucatán que capituló en las costas de Campeche ante Georges Cloué, comandante de las fuerzas navales francesas durante la segunda intervención de esa nación en México, en enero de 1864. Durante un tiempo breve fue Comisario Imperial en Yucatán al servicio de Maximiliano I de México. Actuó en la Guerra de Castas y también participó y fue derrotado en la batalla de la ciudad de Mérida, cuando los republicanos juaristas comandados por Manuel Cepeda Peraza recuperaron la plaza.

## Datos históricos
Felipe Navarrete y su hermano fueron acusados en 1859 de sedición cuando varias plazas se levantaron en armas en Yucatán en contra del gobierno de Liborio Irigoyen. Fueron apresados en Valladolid y llevados a  la ciudad de Mérida. En el camino Felipe Navarrete escapó, pero su hermano fue muerto. Más tarde, en 1863, desde Izamal volvió a levantarse en armas, logrando la capitulación de Irigoyen en julio de ese año. Asumió entonces el mando político y militar de Yucatán.
Durante la intervención francesa, le negó a los campechanos el acceso de sus productos por el puerto de Sisal una vez que la bahía de Campeche se encontró bloqueada por las fuerzas navales invasoras, lo que provocó la reacción del gobernador de Campeche quien envió tropas para combatir al gobernador yucateco, tropas que fueron derrotadas. Posteriormente Navarrete capituló en nombre de Yucatán ante las fuerzas francesas, el 22 de enero de 1864, a bordo del vapor Brandon atracado frente a las costas de Campeche. El documento de rendición fue firmado por Georges Cloué, capitán de navío, comandante de las fuerzas navales invasoras, el general Felipe Navarrete, gobernador de Yucatán y Pablo García Montilla, gobernador y comandante general del estado de Campeche.
A partir del momento en que Navarrete aceptó a las tropas extranjeras, se quedó como comandante en jefe de las plazas de Yucatán y de Campeche y fue nombrado Comisario Imperial. Sin embargo, muy poco de tiempo después, en septiembre de 1864, el emperador Maximiliano envió a gobernar Yucatán al ingeniero José Salazar Ilarregui, a quien Navarrete entregó el poder, quedándose como prefecto de la ciudad de Mérida.
Fue nombrado después jefe del frente oriental de combate a los indígenas mayas sublevados que continuaban, al margen de la intervención francesa, en su lucha libertaria. En 1867 fue llamado para apoyar en la defensa de Mérida que había sido declarada en estado de sitio, frente a las tropas republicanas de Manuel Cepeda Peraza quien finalmente derrotó a los imperialistas recuperando para la causa de Benito Juárez, la ciudad capital de Yucatán.
Navarrete fue desterrado a La Habana, Cuba en donde vivió varios años. Regresó a Yucatán acogiéndose al decreto de amnistía de Juárez. Fue nombrado, después de 1901 en que finalizó la Guerra de Castas, presidente de la Gran Junta Permanente de Veteranos de la Guerra Social de Yucatán. Murió en Mérida en 1908, a los 77 años de edad.